# Kienesy w Eupatorii

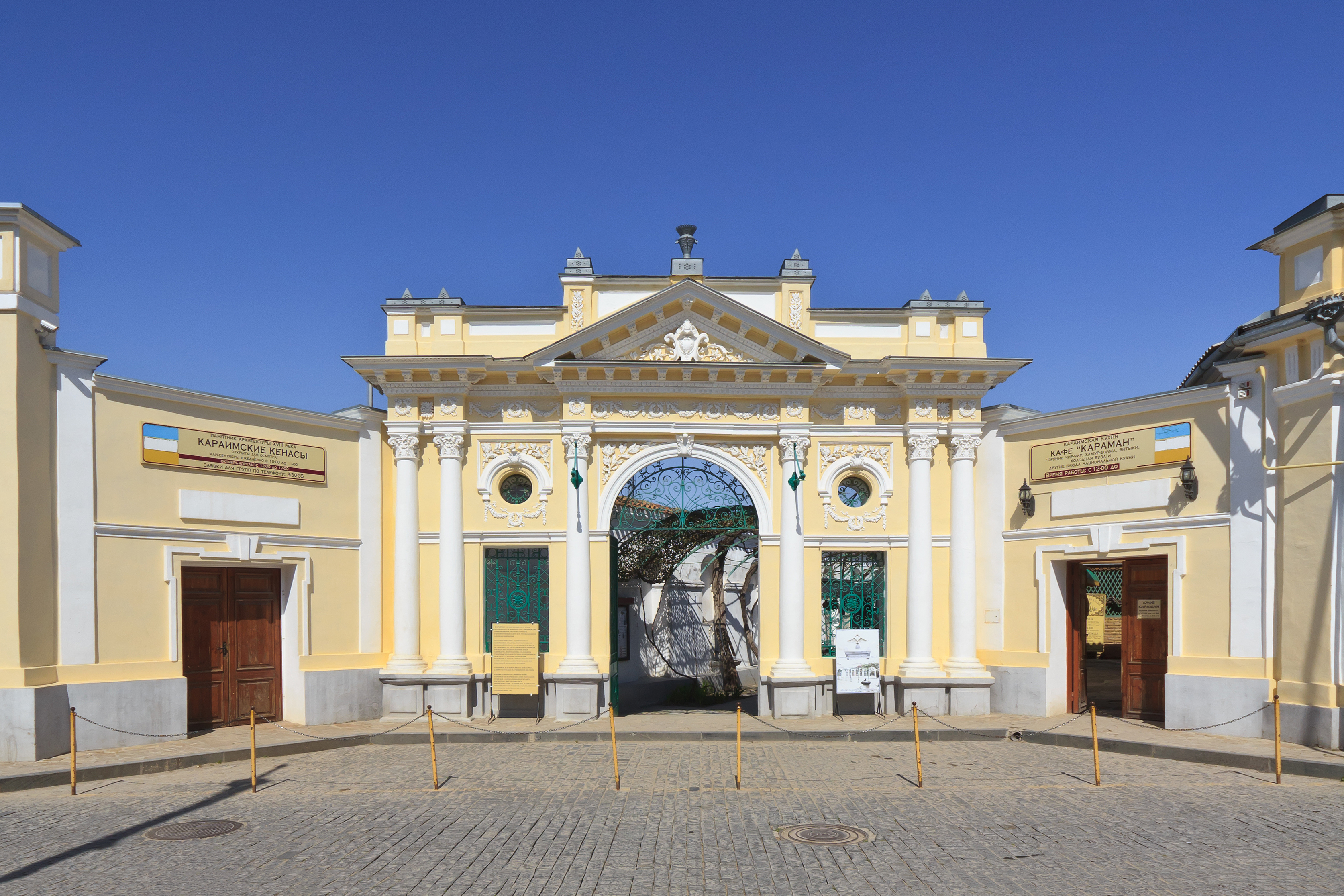
Wejście do założenia karaimskiego (zbudowane w 1900 r.)

Kienesy w Eupatorii (ros. Караимские кенасы в Евпатории) – zespół kienes karaimskich położonych przy ulicy Karaimskiej w Eupatorii.
Na zespół zabudowań karaimskich w Eupatorii składa się Wielka i Mała kienesa, szkoła religijna (midrasz), charytatywna jadłodajnia, podwórko gospodarcze i kilka dziedzińców (winny, marmurowy, rytualny, pamięci i oczekiwania na modlitwę). Od XVIII wieku eupatoryjski kompleks pozostaje centrum życia religijnego rosyjskich, a obecnie ukraińskich karaimów. (Eupatoria jest od 1837 r. siedzibą hachana).

## Historia zabudowań

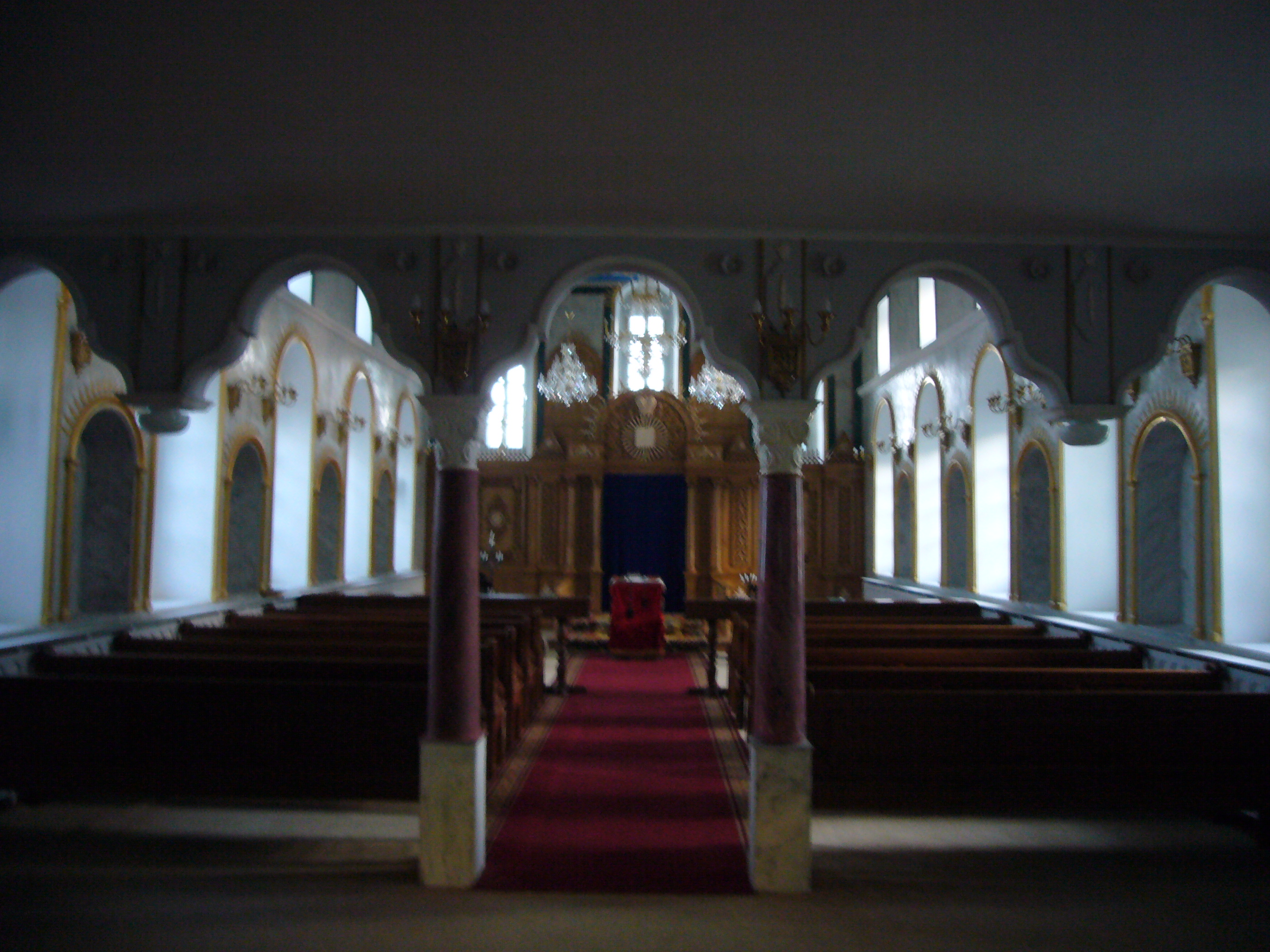
Wnętrze wielkiej kienesy

Kompleks karaimski został zbudowany na początku XIX wieku według projektu Samuela i Salomona Babowiczów. W latach 1804–1807 r. na mocy przywileju cara Aleksandra I wzniesiono Wielką Kienesę Zgromadzeń, dziesięć lat później – na miejscu gmachu modlitewnego z XVI wieku – budynek Małej kienesy.
W 1927 r. oba ośrodki kultu zostały przez władze komunistyczne zamknięte, w latach 1942–1959 funkcjonowała jedynie Mała kienesa (w Wielkiej w czasie II wojny światowej powstało muzeum). W czasach radzieckich eupatoryjskie budynki mieściły muzeum ateistyczne, szkołę pielęgniarek, kluby sportowe, przedszkole, muzeum krajoznawcze. W okresie pieriestrojki za miejsce religijnych zgromadzeń służyło jedno z pomieszczeń karaimskiej szkoły wyznaniowej tzw. midrasz. Tam też znalazła się w 1994 r. część wyposażenia z rozebranej przez władze komunistyczne kienesy w Haliczu.

## Wielka kienesa
Stanowi niewielki, stosunkowo wysoki, prostokątny budynek w stylu mauretańskim, z niewielkimi oknami u góry i dużymi, osłoniętymi kratami, na dole. Cały budynek wzniesiony jest z białego, inkermańskiego kamienia. Do świątyni prowadzą dwa wejścia z północnej i wschodniej strony. Ich półokrągłe, ostro zakończone arkady są zdobione delikatną rzeźbą w kamieniu. Przy wschodnim wejściu po obydwu stronach dwie wysokie marmurowe płyty upamiętniające zwolnienie Karaimów w 1827 r. z obowiązku przymusowego poboru do wojska.
Podstawą planu Kienesy Zgromadzeń była świątynia Salomona, rekonstrukcja której przedstawiona jest na belce stropowej nad ołtarzem. Kienesa jest również kopią najstarszej na Krymie Wielkiej Kienesy Zgromadzeń w Czufut-Kale koło Bakczysaraju. Tyle że ta ostatnia jest zdecydowanie mniejsza i mniej okazała.
Wnętrze Wielkiej kienesy początkowo nosiło charakter persko-arabski, jako że kultura materialna dawnych Karaimów ściśle związana była z tymi dwoma narodami. Ściany, sufit i belki stropowe zdobione były misternymi ornamentami. Podłoga wyściełana była perskimi dywanami i chodnikami. Ołtarz zdobiły przepiękne zasłony i kapy. Wiele z nich przywieziono ze zlikwidowanej, starożytnej kienesy w Damaszku. Bogate naczynia świątynne wykonano głównie z ręcznie kutego srebra. Ściany ozdobiono kinkietami i lampami, a z sufitu spływały kryształowe żyrandole. Zniszczenia w XIX wieku (m.in. wojna krymska), a zwłaszcza dewastacja w okresie komunizmu, zmieniły ten pierwotny wystrój.
Po kilkudziesięcioletniej przerwie i gruntownej restauracji została otwarta we wrześniu 2005 r. Odbywają się tu uroczyste nabożeństwa świąteczne.

## Mała kienesa

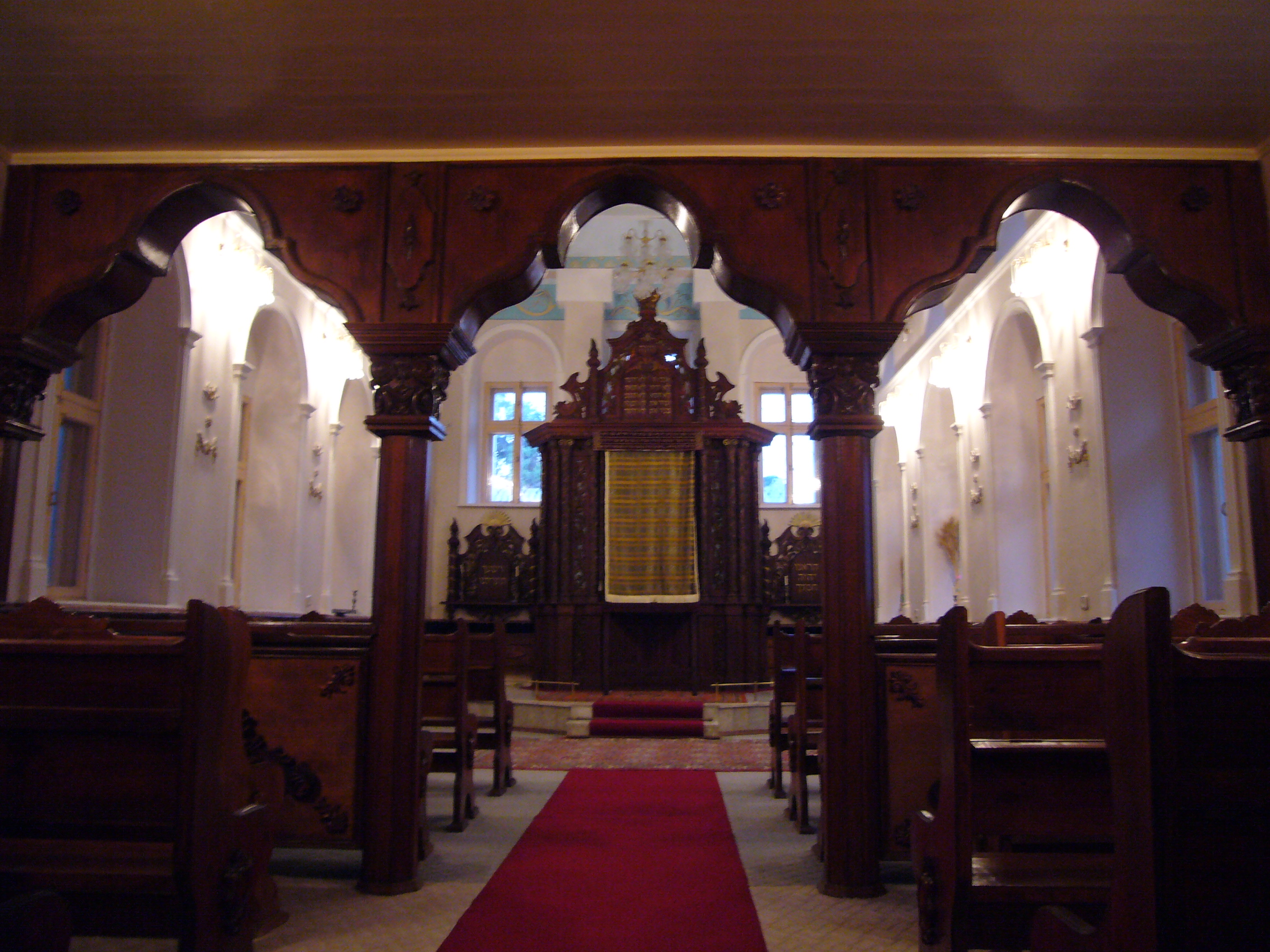
Wnętrze małej kienesy

Ołtarz małej kienesy pierwotnie zdobił świątynię w Haliczu, został stamtąd wyniesiony wraz z innymi przedmiotami (zwój Tory, tkaniny ołtarzowe tzw. parochety, świecznik i godło karaimskie) przed jej zniszczeniem w 1970 r. Resztę ocalonego wyposażenie przewieziono w latach 90. do kienesy w Wilnie.
Mała kienesa działa po długiej przerwie od września 1999 r. Sprawuje się tu nabożeństwa w dni powszednie oraz soboty. Zachowały się kamienne schodki, po których karaimskie kobiety wchodziły na przeznaczoną dla nich galerię na piętrze, tzw. babiniec.

## Dziedzińce
Między domami modlitewnymi znajdują się trzy dziedzińce (na wzór biblijnej świątyni w Jerozolimie), na których odbywają się zebrania społeczności. Pierwszy z nich zaczyna się zaraz za neorenesansowym wejściem z żeliwną bramą z 1900 r., obudowany jest arkadami, formę zadaszenia stanowi metalowa konstrukcja obrośnięta winną latoroślą. Na kolumnach wyryte są cytaty z Pisma świętego, a w jednej z nisz znajduje się fontanna do rytualnego obmycia dłoni.
Następny dziedziniec ma kształt kwadratu, jest otoczony marmurową arkadą z kolumnami i pokryty marmurowymi płytami. Na środku dziedzińca stoi masywny pomnik z białego marmuru. Postawiony został w 1851 r. na pamiątkę wizyty w kienesach 1 października 1825 r. cara Aleksandra I.
Tuż za nim znajduje się dziedziniec dla czekających na modlitwę ze specjalnymi ławeczkami. Przy dobrej pogodzie na tzw. dziedzińcu oczekiwania wspólnota karaimska rozpoczynała modlitwy, tu też podejmowano decyzje dotyczące społeczności. Przy brzydkiej pogodzie narady odbywały się w krytym pomieszczeniu (a obecnie zaszklonym) portyku Kienesy Zgromadzeń, nazywanym azara. W azara odbywały się również wybory, rozstrzygano spory i nieporozumienia. Było to też miejsce posiedzeń Sądu Duchownego.
Dopełnieniem zespołu jest niewielki ogród, gdzie rosną granaty uważane przez karaimów za święte owoce, ponieważ w każdy z nich zawiera 613 nasion, co odpowiada 613 przykazaniom Tory. Za ogrodzeniem znajduje się niewielka sześciokątna konstrukcja z ostro zwieńczoną kopułą. To altana służąca do obchodów jesiennych tzw. świąt namiotów Chydży Ałłaczychłarnyn. Kształtem swym przypomina letnią jurtę koczowniczych narodów Krymu. Przed świętem boki altany zdobione są dywanami, nad którymi zawiesza się warzywa, a sufit zdobi owocami. Przez siedem kolejnych dni, po modlitwie zachodzą do niej wierni. W środku błogosławione są zbiory, które potem rozdawane są dzieciom.